# Het Lezerscollectief
Het Lezerscollectief is een coöperatieve vennootschap met sociaal oogmerk met maatschappelijke zetel in Antwerpen en vormingsinitiatieven in Affligem. Het Lezerscollectief is een lerend netwerk van leesbegeleiders in Vlaanderen, Brussel en Nederland die Samen Lezen in voornamelijk kwetsbare doelgroepen. Samen Lezen is de gangbare term voor Shared Reading, een methode ontwikkeld door Dr. Jane Davis. Zij omschrijft het als 'een methode van sociaal lezen waar mensen in kleine groepjes samenkomen en iemand een stuk literatuur hardop leest, waarna de aanwezigen het stuk op gelijk welke manier kunnen bespreken.
De organisatie is de referentie organisatie voor Vlaanderen, Brussel en Nederland. Ze wordt geleid door Dr. Jan Raes, Dirk Terryn en Erik Van Acker, samen met een dertigtal vennoten.

## Ontwikkeling
Jane Davis startte met deze methodiek in een bibliotheek in Birkenhead waarbij ze mensen uit de arme wijken, die nooit een boek lazen, uitnodigde om samen te lezen. Het hardop lezen maakt grote literatuur toegankelijk voor iedereen. In het Verenigd Koninkrijk groeide in het begin van deze eeuw een organisatie uit het gelijknamige tijdschrift The Reader (1997). Het programma ‘Get into Reading’ evolueerde naar ‘Bringing about a reading revolution’. Geïnspireerd door een lezing van haar aan de universiteit Antwerpen, startte Het Lezerscollectief in 2014 met Samen Lezen in Vlaanderen, Brussel en Nederland. Het Lezerscollectief is vanaf 2020 officiële partner van het International Centre for Shared Reading voor Vlaanderen en Nederland.